# Acroceuthes metaxanthana

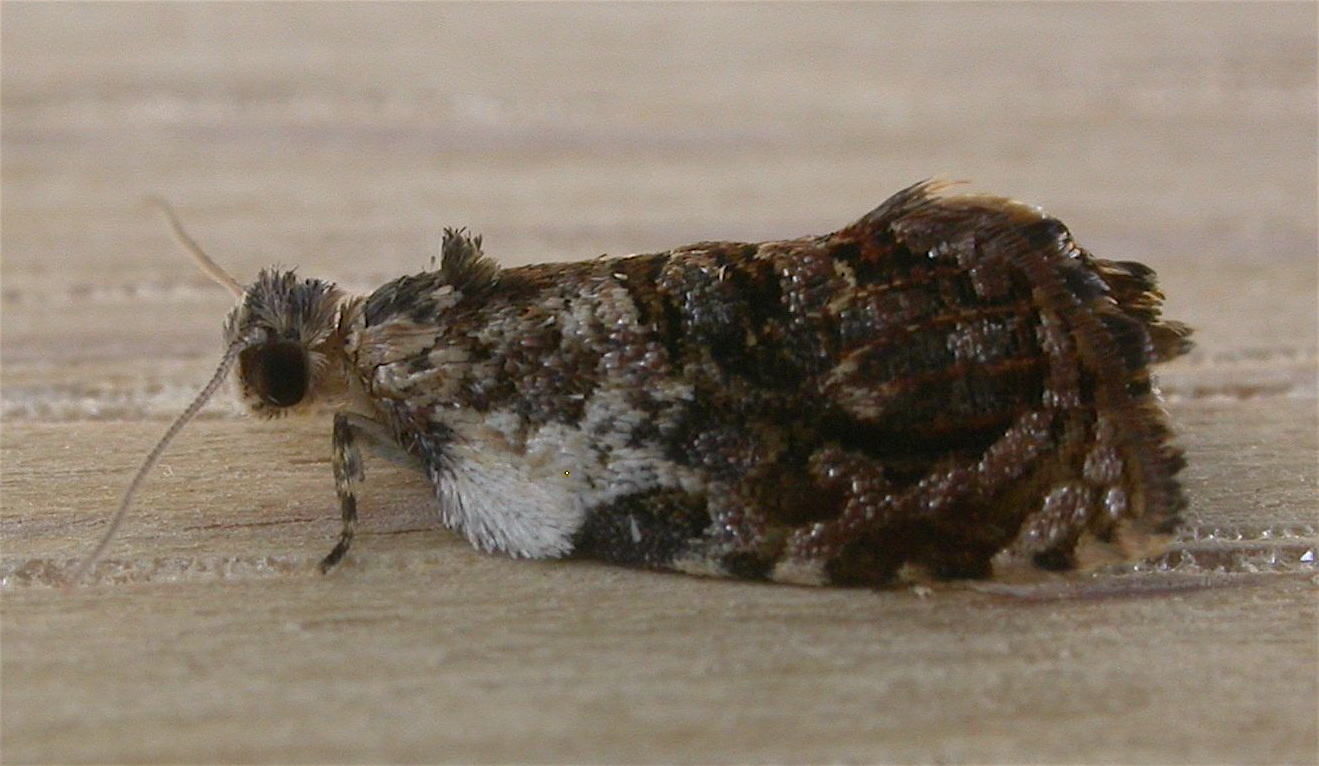
Mannetje

Acroceuthes metaxanthana is een vlinder uit de familie van de bladrollers (Tortricidae). De wetenschappelijke naam van de soort is voor het eerst geldig gepubliceerd in 1863 door Walker.